# Call of Juarez: Gunslinger
Call of Juarez: Gunslinger – gra komputerowa z gatunku first-person shooter autorstwa polskiego producenta Techland. Gra została wydana 22 maja 2013 roku.

## Fabuła
Akcja gry dzieje się na Dzikim Zachodzie, a jej głównym bohaterem jest łowca nagród znany jako Silas Greaves. Udaje się do baru, gdzie opowiada zaciekawionym klientom swoją historię, którą czasami ubarwia lub zmienia ją, kiedy coś opisze niedokładnie (przykładowo powiedział, że zaatakowała go banda Apaczy, a klient temu zaprzecza, ponieważ w rzeczywistości byli to bandyci). Gra właściwie przez cały czas jest retrospekcją kowboja.

## Odbiór
Call of Juarez: Gunslinger otrzymało przeważnie pozytywne recenzje. Colin Moriarty z IGN ocenił grę na 7,5/10, chwaląc ją za zwroty akcji w opowiadanej historii, arkadową mechanikę strzelania i udźwiękowienie dialogów, jednocześnie krytykując długie czasy ładowania etapów i niezbyt udany system pojedynków. Mark Walton z GameSpot chwalił sposób zaprojektowania poziomów, podczas gdy z krytyką spotkały się przewidywalne zakończenie i płytkie walki z bossami. Richard Cobbett z PC Gamer opisał tę grę jako „znakomity shooter z ograniczonym budżetem, ale nie sercem”, doceniając dopracowany system strzelania mimo linearności gry i budżetowej grafiki.